# NGC 1190
NGC 1190 је лентикуларна галаксија у сазвежђу Еридан која се налази на NGC листи објеката дубоког неба.
Деклинација објекта је - 15° 39' 44" а ректасцензија 3h 3m 26,0s. Привидна величина (магнитуда) објекта NGC 1190 износи 14,2 а фотографска магнитуда 15,2. NGC 1190 је још познат и под ознакама MCG -3-8-62, HCG 22B, PGC 11508.